# Шех, Анатолий Петрович
Анатолий Петрович Шех (30 июня 1925, Харьков, УССР, СССР — 31 января 2012, Харьков, Украина) — директор государственного предприятия «Харьковский завод электроаппаратуры» (1974—1995).

## Биография
Родился 30 июня 1925 года в Харькове.
Участник Великой Отечественной войны.
Трудовую деятельность начал в 1948 г. фрезеровщиком. Окончил Харьковский политехнический институт. Работал на предприятиях космической отрасли:
- 1956—1973 гг. — на Харьковском заводе им. Т. Г. Шевченко, прошел путь от инженера до заместителя директора;
- 1973—1974 гг. — директор Украинского филиала Научно-исследовательского института технологии машиностроения;
- 1974—1995 гг. — директор Государственного предприятия «Харьковский завод электроаппаратуры».

Под его руководством предприятие перешло к выпуску сверхсложной аппаратуры оборонного и космического назначения, товаров народного потребления (электробритв «Харьков» и др.). При его руководстве был введен в эксплуатацию 351-й заводской жилой микрорайон на 102 тыс. м² жилья, создана социальная инфраструктура ГП «ХЗЭА». В рыночных условиях (1990—1993) было обновлено почти 80 % товарной номенклатуры, освоено более 10 наименований новых товаров народного потребления, впервые на Украине освоен выпуск электросчетчиков, тепловентиляторов с металлокерамическими нагревателями и других товаров, которые пользовались большим спросом на Украине и за её пределами.

## Награды и звания
- Орден Октябрьской Революции (9.09.1976)
- Орден Отечественной войны 2-й степени (11.03.1985)
- Орден Красной Звезды (26.01.1946)
- Орден «Знак Почёта» (29.08.1969)
- Медаль «За отвагу» (19.05.1945)
- Лауреат Государственной премий СССР
- Заслуженный машиностроитель Украины
- Почётная грамота Президиума Верховного Совета УССР
- Почётная грамота Президента Украины.